# Plumipalpia tripunctata
Plumipalpia tripunctata là một loài bướm đêm trong họ Erebidae.